# Geneshaft
Geneshaft (укр. Ґенешафт, яп. ジーンシャフト, Jīn Shafuto) — науково-фантастичний аніме-серіал, випущений Bandai Visual у 2001 році, дії якого відбуваються у космічному просторі Сонячної системи. Транслювався в мережі WOWOW.
Історія обертається навколо подорожі Сонячною системою космічного корабля «Бількіс» та його екіпажу, що складається з генетично модифікованих людей, які намагаються розкрити таємниці явища під назвою «Кільце», що загрожує знищити Землю, і природа якого може розкрити справжнє походження та долю людства наприкінці 23 ст.
Характерною рисою твору є дослідження теми генної інженерії, можливих наслідків домінування цієї технології та визначення майбутнього людського суспільства. Він також містить характерний геві-метал саундтрек з елементами електроніки (композиції склав Акіра Такасакі), часто з електрогітарними соло в драматичні моменти. З візуальної сторони вирізняється блідими кольорами, похмурістю тонів, що додають гнітучості загальній атмосфері; ситуативним застосуванням CGI,-анімації (що було вельми інноваційним рішенням для свого часу).
Одним з центральних елементів сюжету є «Шафт» — Меха специфічного вигляду, дизайн якої нагадує величезний сірий механічний кран, створений зі скупчення металевих труб, та позбавлений привабливих елементів, таких як яскраві кольори чи навіть «голова», типових для мех у інших аніме.

## Світ
Передісторія
Події Ґенешафта розгортаються у майбутньому, де генна інженерія стала домінуючою технологією, що повністю визначає людське суспільство. Земля має єдиний тоталітарний уряд, і як наслідок, за 200 років не відбулося жодної війни. Уряд контролює відтворення людей за допомогою Бюро Спрямування Людства і відповідає за всі (штучні) народження, а також за корегування генетичних характеристик кожної майбутньої людини відповідно до її функції в суспільстві.
Людей здебільшого оцінюють за здібностями у їх ДНК, а ті, чия ДНК суттєво відхитляється від норми (наприклад люди з затримкою «кольорової реакції генів»), зазвичай вважаються неповноцінними. Також, щоб запобігти ірраціональній поведінці, викликаній сильними особистими зв'язками, сімейні структури були розпущені, а емоції кохання та хтивості пригнічені. Співвідношення чоловіків і жінок становить 1:9, оскільки вважається, що чоловіки більш агресивні, ніж жінки, і це було одною з причин, що призвели попередні суспільства до руйнування.
Сюжет
Події розпочинаються коли юна лейтенантка Міка Сейдо прибуває на колоземну космічну станцію Маракана, де вона доволі швідко зустрічає давню приятельку Софію та знайомиться з братом і сестрою Музиканова.
На той момент таємничій велетеньскій об'єкт під назвою «Кільце» вже п'ять років обертається земною орбітою. З метою дослідження природи Кільця на його поверхню відряджають кілька астронавток. Після внутрішнього конфлікту в дослідницькій групі, Кільце несподівано випромінює надпотужний промінь енергії, що знищує частину Маракани і значну площу поверхні Землі.
Катастрофа застає Міку та її знайомих на борту станції. Їх негайно викликають на борт космічного лінкору Бількіс (названого на честь стародавньої цариці), який пришвартовано у доках станції. Там вони зустрічаються з рештою команди та капітаном. Швидко виявляється, що на борту зібралися найперспективніші представники земних збройних сил з найвидатнішими генами.
Командувач дослідницької місії — Лорд Сергій Снік IV, за згодою з капітаном Хірото Амаґівою, змінює мету з вивчення Кільця на його знищення. Це, однак, йде врозріз з офіційною позицією уряду та армії.
Після короткого, але напруженого зіткнення команді Бількіс вдається знищити Кільце. У той самий час для військових вони починають вважатися дезертирами. Щоб дослідити походження Кільця, Лорд Снік приймає рішення летіти на супутник Юпітера Ганімед, де раніше було виявлено загадкові артефакти позаземного походження.
Так починається протистояння людей та загадкової раси, яку Сергій називає Оберус. Під час своїх пригод вони стикаються з низкою різних Кілець, яких намагаються здолати за допомогою Бількіс і особливого штурмового озброєння Шафт, виготовленого за таємничою технологією. Проте, конфлікт з загадковими Оберус поступово відходить на другий план, поступаючись місцем людям, яких зустрічають герої, їх відносинам та ситуаціям що змушують героїв сумніватися у своїй природі «вищих створінь», викликають сумніви щодо того, наскільки «ідеальним» є їхнє суспільство і цінності насправді.

## Персонажі

Головні персонажі Ґенешафта (з матеріалів північноамериканського DVD видання)

Лейтенант Міка Сейдо
Сейю: Kumiko Higa (оригінал), Amanda Winn Lee (англійський дубляж)
Міка — головна героїня історії. Попри невеликий зріст, має значну силу. Її генотип white (білий), в наслідок чого деякі інші персонажі висміюють її або зневажливо ставляться. Міка значно пристрасніша й агресивніша, ніж решта оточуючих, але також надзвичайно надійна. Міка була дуже близька зі своєю «матір'ю» (жінкою, призначенною їй на цю роль від Боро Скерування Людства), і своїм розумово покращеним собакою. Її найближча подруга Рьоко загинула минулого року у нещасному випадку. Але Міка звинувачує у її смерті Амаґіву, вважаючи, що він убив її, задля власного порятунку (хоча, з точки зору суспільства, навіть це вважається цілком прийнятним, з огляду на те, що Амаґіва був здібнішим). Як наслідок, Міка виношує наміри помститися, яких ніхто не розуміє.
Старший лейтенант Софія Ґалґалім
Сейю: Yuko Kaida (оригінал), Mary Elizabeth McGlynn (англійський дубляж)
Колега та подруга Міки. Раніше працювала підводною рятувальницею. Має спокійний та врівноважений характер, тому подекуди наглядає за Мікою. Її офіційний позивний Плюшевий Ведмедик, хоча Чікі викриває, що військове прізвисько Софії Місячний Грізлі. Дуже пишається своїми фізичними здібностями, наполягаючи на тому, що непереможна у будь-яких видах бойових мистецтв.
Підполковник Хірото Амаґіва
Сейю: Сакурай Такахіро (оригінал), Dominic Armato (англійський дубляж)
Хірото є ворогом для Міки через події за участю її мертвої подруги Рьоко. Хоча Міка стверджує, що він боягуз, який хоче лише врятуватися, Хірото виявляється здібним командиром, приймаючи під час місії як важкі рішення, так і більш милосердні. Хоча зовні поводиться вкрай прохолодно, і навіть трохи черство, насправді має емоції як і усі інші та втрата Рьоко теж йому небайдужа. Загалом тримається відчужено від усіх, крім Маріо, з яким в них відносно дружні стосунки. Від народження батьки готували його до посади командира.
- Табельний пістолет Хірото — FN Herstal (Five-Seven), бельгійський пістолет, що може використовувати 5,7X28 мм SS190, бронебійний боєприпас для пістолетів-кулеметів P90.

Лейтенант Чікі Музиканова
Сейю: Houko Kuwashima (оригінал), Sandy Fox (англійський дубляж)
Чікі, яка виглядає енергійною молодою дівчиною, відома як Пекельна Фея з бази Кербер на Марсі. Вона також відома як Дінь-Дінь (за ім'ям феї з казки Пітер Пен) і є молодшою сестрою Маріо. На відміну від свого чарівного та зрілого брата, гіперактивна, інфантильна й невихована; часто ображає оточуючих заради розваги. Вона здібна пілотеса Шафта, але занадто легко втрачає концентрацію, якщо навколо неї не відбувається нічого цікавого.
Майор Маріо Музиканова
Сейю: Kenji Hamada (оригінал), Crispin Freeman (англійський дубляж)
Старший брат Чікі та резервний капітан Бількіс. Багато у чому є протилежністю Амагіви: він надзвичайно теплий, турботливий і комунікабельний, і має міцний зв'язок зі своєю сестрою, незважаючи на те, що суспільство відкидає сім'ю як поняття. Хоча це не завадило встановленню між Маріо та Хірото дружніх стосунків.
Старший лейтенант Мір Лотос
Сейю: Yumi Kakazu (оригінал), Paula Tiso (англійський дубляж)
Мір, широко відома як Сніжна Королева, — зарозуміла, егоїстична дівчина, чия ДНК дарує їй досконалі навички, про які вона нагадує оточуючим за будь-якої можливості. Вона також надзвичайно гидлива, відмовляючись користуватися недоналаштованим обладнанням. Принижує усіх, кого вважає нижче за себе. Єдина людина, яку вона насправді поважає, це Лорд Снік. Проте, впродовж сюжету її погляди зазнають важких випробувань.
Регістр Беатріс Ратіо
Сейю: Сакамото Маая (оригінал), Valerie Arem (англійський дубляж)
Єдиний регістр на борту Бількіс, попри те, що в команді двоє чоловіків. В її обов'язки, як регістра, входить спостереження за діями чоловіків, взаємодія з системами корабля під час боїв та маневрів, аналітичні роздрахунки та контроль за дотриманням регламенту. У разі непередбачуваних обставин має таке ж право на застосування зброї, як і капітан. Про життя до початку служби та її дитинство, у зв'язку з коригуванням пам'яті, самій Беатріс не відомо нічого, як і іншим регістрам. Справедливим є твердження, що життя та особистість регістра вичерпно характеризується її обов'язками.
Лейтенант Ремі Леві-Стросс
Сейю: Река Юдзукі (оригінал), Brianne Siddall (англійський дубляж)
Ремі, яку іноді називають Пустельною Медузою, є аналітичною дівчиною, яка підтримує та шукає визнання від інших людей, зокрема Мір. Вона постійно підлабузничає до Мір через її ідеальний генотип. Підтримує Мір у її нападках, але згодом починає прихильно ставитися до Міки.
Дольче Сайто
Сейю: Ayako Kawasumi (оригінал), Lani Minella (англійський дубляж)
Десятирічна комп'ютерна генійка, відома під псевдонімом Ляльковод; прибуває на Бількіс, щоб налагодити Шафт. Дольче майже ніколи не розмовляє, але носить із собою верескливого лялькового гіноїда, який постійно викрикує фрази замість неї і весь час божевільно регоче та шалено волає. Дольче щиро вірить, що її комп'ютерні навички досконалі та неперевершені. Як і усі програмістки, є цивільною особою та не має військового звання.
Лорд Сергій Снік IV
Сейю: Shinji Kawada (оригінал), Jamieson Price (англійський дубляж)
Високопоставлений командир, який має ідеальну ДНК і відповідає за місію Бількіс. Близький з Мір Лотос, яку навчав змалечку. До дій екіпажу ставиться доволі байдуже залишаюши усі питання капітанові, проте пильно за ними слідкує. Має доступ до найсекретнішої інформації та, здавалось би, знає про Оберус усе. Полюбляє практикуватися у стрільбі.

## Трансляція
21 березня 2001 прем'єра «Ґенешафта» була анонсована на 5 квітня 2001 року в мережі WOWOW. 2 жовтня 2003 року TechTV придбала права на трансляцію серіалу. Опенінг — «Shaft Drive» Акіри Такасакі/Джі-Зо, а завершальна тема — «Broken camera» Джі-Зо. Для 13 епізоду кінцевою вистуає «The Day Believe All Things» Акіри Такасакі. Назви епізодів являють собою посилання на науково-фантастичні книги.
| Серія | Українська назва                  | Японська назва                                    | Англійська назва           | Дата показу    |
| ----- | --------------------------------- | ------------------------------------------------- | -------------------------- | -------------- |
| 1.    | Успадкувати зірки                 | 惑星(ほし)を継ぐもの (хоші о цуґу моно)           | Inherit the Stars          | 5 квітня 2001  |
| 2.    | Корабель що співав                | 歌う戦艦(ふね) (утау фуне)                        | The Ship Who Sang          | 12 квітня 2001 |
| 3.    | Рандеву в космосі                 | 宇宙(そら)のランデブー (сора но рандебӯ)          | Rendezvous in Spacei       | 19 квітня 2001 |
| 4.    | Аванпост                          | 前哨 (дзеншо̄)                                     | The Sentinel               | 26 квітня 2001 |
| 5.    | Ангели й космічні кораблі         | 天使と宇宙船 (тенші то учю̄)                       | Angels and Spaceships      | 3 травня 2001  |
| 6.    | Гаряча лінія з минулого           | 過去からのホットライン (како кара но хоттораїн)   | Hotline from the Past      | 10 травня 2001 |
| 7.    | Світ кілець                       | リング・ワールド (рінґу ва̄рудо)                   | Ring World                 | 17 травня 2001 |
| 8.    | Місяць — нещадний володар темряви | 月は無慈悲な闇の帝王 (цукі ва муджіхіна ямі тейо̄) | The Moon is a Harsh Master | 24 травня 2001 |
| 9.    | Нижче за людину                   | 人間以下 (нінґен іка)                             | Less Than Human            | 31 травня 2001 |
| 10.   | Чоловіки, яких жінки не знають    | 女たちの知らない男 (онна-тачі но шіранаї отоко)   | The Men Women Don't See    | 7 червня 2001  |
| 11.   | Обряд дорослішання                | 成長への儀式 (сеїчо̄ е но ґішікі)                  | Rite of Passage            | 14 червня 2001 |
| 12.   | Джентльмен Ганімеда               | ガニメデの優しい男 (ґанімеде но ясашії отоко)     | A Gentle Man of Ganymede   | 21 червня 2001 |
| 13.   | Початок дитинства                 | 幼年期の始まり (йо̄ненкі но хаджімарі)             | Childhood's Beginning      | 28 червня 2001 |